# Satillieu (tổng)
Tổng Satillieu là một tổng của Pháp nằm ở tỉnh Ardèche trong vùng Rhône-Alpes.
Tổng này được tổ chức xung quanh Satillieu ở quận Tournon-sur-Rhône. Độ cao biến thiên từ 147 m (Ardoix) đến 1 325 m (Saint-Pierre-sur-Doux) với độ cao trung bình là 574 m.

## Hành chính
| Giai đoạn | Ủy viên       | Đảng | Tư cách              |
| --------- | ------------- | ---- | -------------------- |
| 2001-2008 | Pierre Giraud | DVD  | Thị trưởng Satillieu |
| 2008-2014 | Pierre Giraud | DVD  | Thị trưởng Satillieu |

## Các đơn vị hành chính
Tổng Satillieu bao gồm 10 xã với dân số 7 122 người (điều tra năm 1999, dân số không tính trùng).
| Xã                        | Dân số | Mã bưu chính | Mã insee |
| ------------------------- | ------ | ------------ | -------- |
| Ardoix                    | 779    | 07290        | 07013    |
| Lalouvesc                 | 494    | 07520        | 07128    |
| Préaux                    | 514    | 07290        | 07185    |
| Quintenas                 | 1 254  | 07290        | 07188    |
| Saint-Alban-d'Ay          | 1 118  | 07790        | 07205    |
| Saint-Jeure-d'Ay          | 380    | 07290        | 07250    |
| Saint-Pierre-sur-Doux     | 85     | 07520        | 07285    |
| Saint-Romain-d'Ay         | 775    | 07290        | 07292    |
| Saint-Symphorien-de-Mahun | 131    | 07290        | 07299    |
| Satillieu                 | 1 592  | 07290        | 07309    |

## Thông tin nhân khẩu
| 1962                                                     | 1968  | 1975  | 1982  | 1990  | 1999  |
| -------------------------------------------------------- | ----- | ----- | ----- | ----- | ----- |
| 6 034                                                    | 6 463 | 6 427 | 6 761 | 7 100 | 7 122 |
| Nombre retenu à partir de 1962 : dân số không tính trùng |       |       |       |       |       |